# Phasia zimini
Phasia zimini är en tvåvingeart som först beskrevs av Agnieszka Draber-Mońko 1965.
Phasia zimini ingår i släktet Phasia och familjen parasitflugor. Inga underarter finns listade i Catalogue of Life.